# Països megadiversos
Els països megadiversos són 16 països del món que constitueixen menys del 10% de la superfície emergida de la Terra, però que agrupen més del 70% de la biodiversitat terrestre. La majoria d'aquests països es troben entre els tròpics. El 2002, es van reunir a Cancun, Mèxic, els representants de dotze d'aquests països i van signar una declaració per crear una organització per a la cooperació en la preservació i el desenvolupament i l'ús sostenible i responsable dels ecosistemes i la biodiversitat de les regions.
Els països megadiversos són: 
| - Bolívia - Brasil - Colòmbia - Congo (República Democràtica) - Costa Rica - Equador | - Filipines - Índia - Indonèsia - Kenya - Madagascar | - Malàisia - Mèxic - Perú - Sud-àfrica - Xina - EUA |